# Srinjine
Srinjine är en ort i Kroatien.   Den ligger i länet Dalmatien, i den södra delen av landet, 260 km söder om huvudstaden Zagreb. Srinjine ligger 350 meter över havet och antalet invånare är 1 361.
Terrängen runt Srinjine är varierad. Havet är nära Srinjine åt sydväst.  Närmaste större samhälle är Split, 13,3 km väster om Srinjine. Trakten runt Srinjine består till största delen av jordbruksmark.